# Португальский, Ричард Михайлович
Ричард Михайлович Португальский (1932, г. Ленинград — 2010) — российский военный историк, Заслуженный деятель науки Российской Федерации, доктор исторических наук.

## Биография
Родился в 1932 году в Ленинграде.
В 1944 году направлен на учебу в Горьковское суворовское военное училище. После — учеба в Ленинградском военном училище на строевого офицера. Служил на командных и штабных должностях.
В 1962 году заочно окончил исторический факультет Ленинградского государственного педагогического института.
Будучи слушателем Военной Академии им. Фрунзе занимался исследованиями в области военной истории. В 1972 году становится преподавателем на кафедре военного искусства этой же академии. После защиты кандидатской, а затем и докторской диссертаций становится доцентом, далее профессором и начальником этой кафедры.
Подготовил большое количество научных трудов, книг, статей, в том числе изданных в Болгарии, Венгрии, Польше, Чехословакии и США.
Член редакционной коллегии Военно-исторического журнала.
Скончался в августе 2010 года в Москве.

## Основные работы
Перечислены некоторые из работ:
Книги
- Португальский Р.М.; Демин В.А. Танки входят в прорыв боевой путь 25-го танкового корпуса. — М.,: Воениздат, 1988. — 207 с. — ISBN 9785203002129.
- Португальский Р.М. Первые и впервые. — М.,: Досааф, 1988. — ISBN 5-7030-0005-х.
- Португальский Р.М. Хорьков А.Г. Военно-историческая работа. — М.,: Воениздат, 1990. — 174 с. — ISBN 9785203002204.
- Португальский Р.М. Первая мировая в жизнеописаниях русских военачальникова. — М.,: Элакос, 1999. — ISBN 5-85139-008-5.
- Португальский Р.М. Первые и впервые. Военная история Отечества. — М.,: Проспект-АП, 2005. — ISBN 5-98398-007-6.
- Португальский Р.М. Маршал Тимошенко. "Поставьте меня на опасный участок.... — М.,: Эксмо, 2006. — ISBN 5-699-19328-6.
- Португальский Р.М. Маршал Конев. Мастер окружений. — М.,: Эксмо, 2007. — ISBN 5-699-20027-4.
- Абатуров В.В.; Португальский Р.М. Харьков-проклятое место Красной Армии. — М.,: Яуза, Эксмо, 2008. — ISBN 978-5-699-26231-1.
- Абатуров В.В.; Морозов М.Э.; Португальский Р.М. Страшная цена Победы. Неизвестные трагедии Великой Отечественной. — М.,: Эксмо, 2010. — ISBN 978-5-699-39235-3.
- Рунов В.А.; Португальский Р.М. Адмирал Колчак. — М.,: Яуза. Эксмо, 2007. — ISBN 978-5-699-23305-2.
- Рунов В.А.; Португальский Р.М. "Котлы" 45-го. — М.,: Эксмо, 2010. — ISBN 978-5-699-40841-2.
- Рунов В.А.; Португальский Р.М. 1945. Блицкриг Красной Армии. — М.,: Эксмо, 2010. — ISBN 978-5-699-39731-0.
- Рунов В.А.; Португальский Р.М. Военная элита России. Российская Федерация. — М.,: Вече, 2010. — ISBN 978-5-9533-4577-4.
- Рунов В.А.; Португальский Р.М. Военная элита России. Советский период. 1917-1991. — М.,: Вече, 2010. — ISBN 978-5-9533-4686-3.
- Рунов В.А.; Португальский Р.М. Военная элита Российской империи. 1700-1917. — М.,: Вече, 2020. — ISBN 978-5-4484-2001-6.
- Португальский Р.М. Победный 1945-й. Висло-Одерская наступательная операция. — М.,: Вече, 2017. — ISBN 978-5-4444-6217-1.

Статьи
- Португальский Р.М.;. Организация связи (Битва за Днепр) // Военно-исторический журнал. — 1973. — Сентябрь (№ 9). — ISSN 0321-0626.
- Португальский Р.М.; Алтунин К. Некоторые вопросы работы командира штаба по организации взаимодействия в наступательном бою // Военно-исторический журнал. — 1974. — Декабрь (№ 12). — ISSN 0321-0626.
- Португальский Р.М.; Лучинский Р. О методах работы командующих фронтами и армиями при подготовке наступательных операций // Военно-исторический журнал. — 1980. — Июль (№ 7). — ISSN 0321-0626.
- Португальский Р.М. Управление частями дивизии при преследовании противника // Военно-исторический журнал. — 1983. — Декабрь (№ 12). — ISSN 0321-0626.
- Португальский Р.М. Опыт работа командующих и штабов армий по организации и поддержанию взаимодействия в наступательных операциях Великой Отечественной войны // Военно-исторический журнал. — 1986. — Май (№ 5). — ISSN 0321-0626.
- Португальский Р.М. Из опыта работы командующих (командиров), штабов и политорганов по поддержанию высокой воинской дисциплины в годы Великой Отечественной войны // Военно-исторический журнал. — 1987. — Сентябрь (№ 9). — ISSN 0321-0626.
- Португальский Р.М. Нарушение управления войсками противника // Военно-исторический журнал. — 1988. — Январь (№ 1). — ISSN 0321-0626.